# Jean-François Heymans
Jean François Heymans ook bekend als Jan Frans Heymans (Gooik, 25 december 1859 - Middelkerke, 10 april 1932) was professor en rector aan de Rijksuniversiteit van Gent.

## Bescheiden afkomst
Jan Frans Heymans was een zoon van bescheiden landbouwers uit het Pajottenland, die nog in een lemen huisje woonden. Door de opmerkzaamheid van een plaatselijke onderwijzer en tussenkomst van de pastoor kon hij met een studiebeurs verder studeren.
Heymans deed zijn humaniora aan het kleinseminarie in Hoogstraten en ging nadien geneeskunde studeren aan de Katholieke Universiteit Leuven te Leuven.
Heymans was in 1885 ook de medeoprichter van de Brabantse Gilde, de koepel van regionale katholieke studentenclubs uit Vlaams-Brabant in Leuven.
Dankzij beurzen en de morele steun van professor Carnoy trok Heymans eerst naar Parijs om verder te studeren, nadien naar Berlijn, daar werd hij vier jaar assistent van professor Raymond Dubois.

## Instituut
Jan Frans Heymans kreeg in 1892 te Gent de pas opgerichte leerstoel in de farmacodynamiek aangeboden, een onderdeel van de farmacologie of de kennis der geneesmiddelen, anders gezegd het experimenteel onderzoek naar geneesmiddelen. Het opsporen van de werkingswijze van een geneesmiddel, gewoonlijk eerst bij de dieren, en ook de therapeutische werking van het geneesmiddel, dus de genezende kracht die het bezit. Het is dus een onderzoek dat direct bij de fysiologie aansluit. Het instituut werd later naar hem genoemd en werd nadien geleid door zijn zoon Corneel Heymans.
Voor dit werk behaalde zijn zoon in 1938 de Nobelprijs voor de Fysiologie of Geneeskunde met als officiële vermelding: "Voor het aantonen hoe de bloeddruk en het zuurstofgehalte van het bloed door het lichaam worden gemeten en hoe dit wordt overgedragen naar de hersenen". Ondertussen was vader Jan Frans Heymans overleden, maar iedere wetenschapper is ervan overtuigd dat hij mede aan de basis lag van het succes van zijn zoon.

## Rector

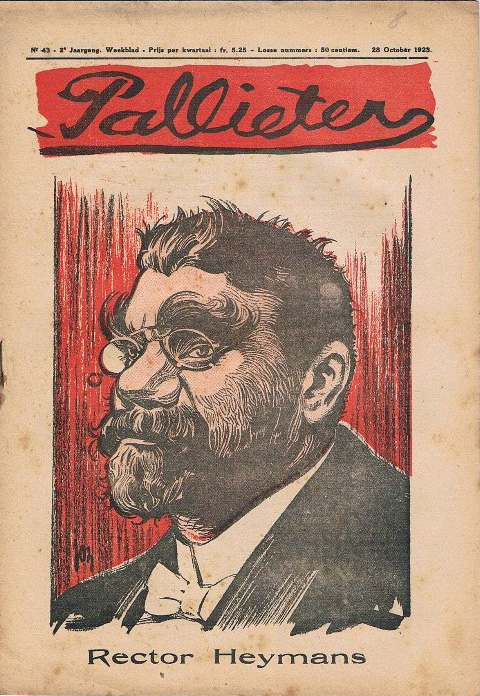
Rector Heymans, door Jos De Swerts (1923)

Gedurende het academiejaar 1923-1924 was Jan-Frans Heymans rector van de Gentse universiteit. Tijdens de openingsplechtigheid van het academiejaar op 16 oktober 1923 sprak Heymans de rectorale rede uit in het Nederlands. Zijn toespraak werd door de Franstalige staf van de universiteit ernstig verstoord. Halverwege zijn toespraak ging geleidelijk het elektrisch licht uit, volgens Elaut door sabotage vanuit de stadscentrale, zodat men zich een half uur lang met kaarslicht moest behelpen. De voorgaande rector had uit protest tegen de gedeeltelijke vernederlandsing van de universiteit ontslag genomen, en als oudste hoogleraar van de medische faculteit was Heymans rector geworden.
In augustus 1924, op het 23e Vlaams Natuur- en Geneeskundig Congres te Aalst, verklaarde hij in een toespraak dat de toenmalige door minister Nolf tot stand gebrachte tweetaligheid van de Gentse universiteit (bekend als de "Nolfbarak") "schoenlapperswerk" was. En meteen na het einde van zijn rectoraat uitte hij op 7 november van dat jaar in een interview met De Standaard de vaste overtuiging dat het hogeschoolprobleem enkel door een algehele vervlaamsing van deze universiteit kon worden opgelost; ook verklaarde hij daarbij dat hij pas tijdens zijn rectoraat echt Vlaamsgezind was geworden omdat hij toen had kunnen vaststellen hoezeer alles wat Vlaams was werd tegengewerkt.

## Prijs Jan-Frans Heymans
De Prijs Jan-Frans Heymans is een vijfjaarlijkse prijs die sinds 1942 toegekend wordt aan een doctor in de geneeskunde, voor een oorspronkelijke verhandeling, in het Nederlands, Engels of het Frans, die moet handelen over experimentele of klinische farmacologische wetenschappen. De prijs bedraagt tegenwoordig 2.500 euro.

## Kinderen
Enkele van Heymans' kinderen waren net zoals hun vader academisch succesvol. Zoon Corneel Heymans (1892-1968) werd net zoals zijn vader hoogleraar en kreeg in 1938 de Nobelprijs voor geneeskunde. Hij ontdekte onder meer het bestaan van receptoren in slagaders en sinussen, die een cruciale rol spelen om ademhaling, bloeddruk en hartritme te reguleren. 
Een andere zoon, Paul Heymans (1895-1960), was eveneens hoogleraar en was van mei 1938 tot februari 1939 minister van Landbouw, Middenstand en Economische Zaken in de regering-Spaak I. 
Heymans' dochter, zr. Jules-Marie Heymans (Zusters van Liefde) (1897-1986), was een pionier in de Belgische verpleegkunde. Ze behaalde een verpleegstersdiploma bij de Zusters van Liefde en trad in bij de orde. Jan Frans Heymans verzette zich aanvankelijk, maar gaf uiteindelijk toe op voorwaarde dat Jules-Marie verder mocht studeren. In 1926 studeerde zuster Jules-Marie met vlag en wimpel af als een van de drie eerste vrouwelijke artsen en als de eerste religieuze die aan de Leuvense universiteit de studies geneeskunde voltooide. Later werd zr. Jules-Marie in Leuven directrice van een nieuwe, aanvullende hogere opleiding voor katholieke verpleegsters, die er kwam op verzoek van de Belgische bisschoppen. De Universitaire Normaalschool voor Verpleegsters-Monitrices opende in oktober 1939 haar deuren en werd in 1964 geïntegreerd in het Centrum voor Ziekenhuiswetenschappen. Zo konden voortaan universitaire diploma’s worden uitgereikt aan gediplomeerde verpleegkundigen. 